# Calesia proxantha
Calesia proxantha là một loài bướm đêm trong họ Erebidae.